# Amante de un hombre casado (serie de televisión)
Amante de un hombre casado (fr: Maîtresse d'un homme marié) es una telenovela senegalesa en wolof, creada por Kalista Sy y producida por el grupo Marodi, transmitida desde 25 de janvier de 2019 en la cadena privada 2sTV y en YouTube. La versión francesa se emitió en el canal A+ en 2020.
La serie se basa en la historia cotidiana de las mujeres con una mirada de mujeres y aborda temas habitualmente tabúes en el debate social senegalés como la poligamia, la violación, la violencia contra las mujeres en marco de la pareja, la depresión, la enfermedad. La  telenovela, que tiene una perspectiva feminista, se ha convertido en un fenómeno social tanto en Senegal como en la diáspora senegalesa. «La vida de una mujer bien puede ocultar la de otra, pero cada una tiene su propia historia!»
Sentada en su salón, Marème Dial (Khalima Gadji) conversa con un amigo de su amante, Cheikh Diagne, que está casado. Cuando se le pregunta si se acostó con él, la joven de largas trenzas y toda vestida de rosa responde en tono seco, señalando su entrepierna: «Escúchame… ¡eso es mío y se lo doy a quien quiera! »

## Sinopsis
La trama se basa en cinco mujeres y se desarrolla en Dakar. Marème Dial, la protagonista, vive una historia de amor oculta con un hombre de negocios, Cheikh Diagne, ya casado con Lalla, a quien le prometió que nunca tomaría una segunda esposa. Lalla Ndiaye encarna a la esposa tradicional y servicial, que cae en depresión cuando se entera de la infidelidad de su marido. Su cuñada, Dialika Sagna, una mujer activa, debe gestionar a su marido violento y alcohólico, aunque eso signifique llegar al divorcio. Una de sus amigas, Dior Diop, una joven independiente, es víctima de un matrimonio forzado. Finalmente, Racky Sow, capataz del edificio, lucha contra sus demonios antes de iniciar una historia de amor ya que fue violada cuando era más joven.

### Temporada 1[3]
La serie retrata la vida cotidiana de cinco mujeres en la sociedad senegalesa actual.
Marème Dial, una joven senegalesa, tiene un romance con Cheikh, un empresario, presidente de la empresa Senegindia Senegal, una empresa fundada por el padre de Cheikh y  Birame. Pero Cheikh es un hombre casado y le prometió a su primera esposa no volver a casarse nunca más. Marème consigue sus fines convirtiéndose en co-esposa de Lalla.
Lalla Ndiaye, esposa de Cheikh Diagne, es el arquetipo de la esposa tradicional, ama a su marido, lo llama "Aldiana" (Paraíso), dirige un pequeño negocio de ropa. Tienen una hija, Noura. Está convencida de que su marido le será fiel para siempre. Cuando descubre que su marido se casó en secreto con Marème, se deprime.
Djalika Sagna es una mujer activa tanto en el trabajo como en el hogar, teniendo que enfrentarse a la violencia de Birame, su marido alcohólico. Ya sin soportar las mentiras y el dinero que le pide, Djalika pide el divorcio. En contra del consejo de todos quienes la rodean, termina divorciándose y mudándose a un apartamento con el bebé Malick. A Birame le resulta muy difícil aceptar su decisión y se niega a dejarle a su hija mayor, Amina.
Dior Diop, la mejor amiga de Djalika, ha sido víctima de un matrimonio forzado.
La abuela sufre mucho por su relación con los hombres. Mantiene una relación oculta con el padre de Djalika, mucho mayor que ella y gran mujeriego. El médico la sigue para ayudarla a superar su miedo al abandono.
Finalmente, Racky Sow es ella, atormentada por el recuerdo de una violación. Es muy retraída, en constante conflicto con su madre quien le oculta la verdad sobre su verdadera historia. Moustapha, es un albañil a las órdenes de Racky que le ayudará a superar sus ansiedades y se enamoran.

### Temporada 2
Seis meses después de la marcha de Marème Dial, Cheikh Diagne, su marido, sigue amándola. Lalla está embarazada y cree que este hijo salvó su matrimonio.
Djalika está siendo tratada por cáncer de mama por el médico Tahirou Ndoye.
Aparecen nuevos personajes : la abogada Dalanda López, su marido médico Tahirou Ndoye y sus hijas gemelas Yolande y Mame Binta. Tahirou, originalmente médico de Djalika, se enamora de ella.
Un investigador también busca a Bakary Sagna. Racky Sow destaca en la empresa, pero sigue perturbada por su crimen. Moustapha se somete incesantemente a los caprichos de su esposa y casi la repudia.
Marème finalmente se convierte en directora del proyecto Aquanique y se instala en la empresa de Cheikh. Este último se enterará más tarde de que Lalla es la responsable de la publicación de los vídeos de Marème en las redes sociales y luego comienza a descuidarla, hasta que ella finalmente le pide el divorcio y se marcha con sus hijos.
Mamy conoce a un joven por correo electrónico. A ella realmente le gusta hablar con él y acepta conocerlo y luego comenzar una relación romántica con él. Ella cree en su futuro, hasta el día que descubre que está embarazada.
Marème le explica a Djalika que no conocía a su padre, porque abandonó a su madre cuando ella estaba embarazada. Marème, Djalika y Mamy descubren que tienen un destino común como mujeres solteras, fuertes e independientes.
El cuerpo de Bakary Sagna es encontrado durante la destrucción de un edificio del proyecto Aquanique. Birame, sin darse cuenta de la ayuda trampa de Mansoura, se convierte en director ejecutivo de la empresa familiar. Moustapha se entera de que su esposa Racky está embarazada y, arriesgándose a ir a prisión, huye con ella para proteger su hogar.
Salif hace su propuesta de matrimonio a Marème, todavía indecisa. La duda aumenta hasta que Cheikh se apresura a buscarla. Por tanto, tendrá que elegir entre los dos hombres.

### Temporada 3
Djalika ha decidido asumir plenamente su matrimonio secreto con Tahirou. Dalanda, sin saberlo, y a pesar de las advertencias de Regina, decidió no divorciarse de Tahirou.
Aparecen nuevos personajes: la madre Amineta Fall, amiga de la madre Diagne, su hija Anita, la esposa de Hamid.
Madre Amineta Fall, famosa por frecuentar a los hombres de todos los barrios, está enamorada de Pa Guèye y quiere ser su segunda esposa. Ella viene a su casa todos los días, le cocina y le hace regalos. Pero madre Diagne no podía soportar que su mejor amiga hiciera tal cosa. Por lo tanto, decide no permitirle sus idas y venidas.
Anita se incorpora a la empresa de Cheick. Mansoura ve con malos ojos su llegada. Entonces le advierte a Hamid que la mantenga muy alejada de sus asuntos. Al no tener hijos, Hamid sufre ataques verbales por parte de su madre Amineta Fall. Esta última propone a su hija Anita dejar a su marido y casarse con Birame.
Lalla se convirtió en presentadora de programas de televisión. Su relación con Cheick no pinta bien porque ella le prohíbe ver a sus hijos en varias ocasiones. La situación provoca discusiones y Cheick llega a discutir con Lalla de manera violenta hasta romperle el brazo, delante de madre Diagne. Ella decide denunciarlo ante Regina.
Birame, ante la insistencia de Masoura y los problemas legales de Cheick, se convierte en director ejecutivo de Senegindia. Mansoura decide robarle dinero a Birame a través de su proyecto de construcción de la "ciudad de Birame", pero Salif la atrapa. Entonces decide chantajearla para quedarse también con algo de dinero.
Mbène no soporta el hecho de que Tahirou "vive sola" mientras Dalanda está embarazada y vive en otra casa con sus gemelos. Una noche, decide volver a casa con Tahirou y se encuentra con Djalika en el baño. Ella le ordena a Tahirou que repudie a Djalika inmediatamente porque ella va a buscar a Dalanda y a los niños para instalarse en su casa.
Mmie finalmente da a luz a una niña.
Djalika decide alejarse de Tahirou. Birame ha alquilado un apartamento para ella y los niños porque quiere recuperarla, pero es en vano. Tahirou va a casa de Djalika una noche y le ruega que no se divorcie de él. Dalanda los sorprende, empieza a sangrar y se desmaya. Ella pierde a uno de sus bebés.
Moustapha y Racky han sido arrestados en el pueblo donde se escondían. Un policía le dio un puñetazo en el vientre a Racky, que estaba embarazada. Entonces la llevaron al hospital. Tiempo después se lleva a cabo el juicio por el asesinato de Bakary Sagna. Hamidou y Régina son los abogados de la pareja. Finalmente son liberados porque el asesinato fue en defensa propia y Racky fue violada por Bakary desde pequeña.
Cheick y Lalla llegan a un acuerdo amistoso con sus respectivos abogados, Dalanda y Régina, ante el fiscal. Cheick finalmente es liberado y decide volver a conectarse con Lalla. Durante un seminario, Cheick se encuentra con una mujer, Leïla, que se le insinúa hasta que sucumbe. Luego descubre que Leïla está casada (con el fiscal). El fiscal descubre la infidelidad de su mujer y se lo cuenta todo a Lalla. Así que esta última decide no darle a Cheick una segunda oportunidad.
Hamidou, el abogado de la pareja Niang, se vuelve demasiado cercano a Racky, ya que le recuerda a su difunta esposa Linda. Por tanto, quiere separarla de Moustapha, pero su unión es sólida.
Pa Gueye y madre Diagne quieren que Birame y Amsa estén juntos. Estos últimos fingen estar en una relación, pero luego descubrirán lo que sienten el uno por el otro.
Dalanda decide destruir la vida de Tahirou: falta a una cirugía, pierde su trabajo y comienza a tomar medicamentos. Yolande y Mame Binta discuten todos los días. Yolande casi fue violada. Mame Binta se rebela y quiere irse a vivir con su padre. Conocen a Djalika, quien ayuda a Tahirou a recuperarse, pero a Mame Binta no le gusta Djalika.
Birame descubre que Salif y Mansoura están detrás de la malversación. Entonces despide a Mansoura de la empresa y de su vida. Al darse cuenta de que está enamorada de Birame, Mansoura hace arrestar a Salif. Pero Birame no quiere tener nada más que ver con ella.
Birame y Amsa deciden casarse, para deleite de Pa Gueye y Madre Diagne. En Tahirou, Mame Binta discute con Djalika. La empuja violentamente. Djalika golpea los muebles y muere instantáneamente. Tahirou y Dalanda descubren el cadáver de Djalika y quedan en shock. Mame Binta se arrepiente de su gesto y llora amargamente. Durante la ceremonia, Birame recibe un mensaje que dice que Djalika está muerta y llora, Amsa vio el mensaje. Tahirou, queriendo proteger a su hija, decide ser arrestada. Con esta muerte, Djalika deja a sus dos hijos en manos de Birame y Amsa.

## Ficha técnica
- Guion: Kalista Sy, Dialika Sané (temporada 3) y Erwan Delourmel (temporada 2 y 3)
- Producción: Marodi
- Productor: Mass Ndour, Kalista Sy (productor ejecutivo)
- Realización: Baye Moussa Seck, Thierry Dupeti, Khalifa Ba
- Asistente: Ahmadou Mbacké Sylla
- Jefe de proyecto: Geraldine Sarr
- Jefe de operaciones: Babacar Niang
- Asistente de cámara: Adjara Sidibe
- Guion: Mbayang Diakhoumpa
- Sonido: Jean-Paul Bassene
- Montaje: Loulou Sene y Adama Saikou Sow
- Jefa de montaje Dianfana Kandé
- Electro Massata Ndao Gueuz, Laye Sagna
- Gestión: Jean-Denis Diatta
- Maquillaje: Sokhna Mbathio Gueye
- Idioma: wolof, subtitulado en francés
- Año: desde 2019

### Actores y actrices principales.
- Khalima Gadji: Marème Dial
- Ndiaye Ciré Ba: Djalika Sagna
- Ndeye Binta Leye: Lalla Piem Ndiaye
- Cheikh Babou Gaye: Cheikh Diagne
- Kader Gadji: Birame Diagne
- Esther Ndiaye: Racky Sow
- Adama Diop (Admow): Moustapha Niang
- Alioune Sarr: Bakary Sagna (temporada 1)
- Khadidiatou Bah: Dior Diop (temporada 1)
- Mareme Niang: Mère Amy Gueye aka mère Diagne
- Jessica Gomes: Dalanda Lopez (temporada 2 y 3)
- Ngorba Niang: Tahirou Ndoye (temporada 2 y 3)

### Actores y actrices recurrentes
- Astou Fall Linguere :  Amsa Sarr
- Fily Diouf : Fily
- Anna Ndella Pouye : Mamie
- Betty Fall : Deliyah (temporada 2)
- Alioune Bangoura : Hamid
- Babacar Niagne Gueye : Macky (temporada 1)
- Boubacar Sakho : Samba Ba (temporada 1)
- Adja Fatou Mbaye : Anthia (temporada 2)
- Léna Salif Mbaye : Mbene Ndoye (temporada 2 y 3)
- Oumy Régina Sambou : Regina Lopez (temporada 2 y 3)
- Lamine Ndiaye : Pa'Gueye (temporada 2 y 3)
- Gorgui Cissé : Salif Traoré (temporada 2 y 3)
- Amina Katouch Diop : Mansoura (temporada 2 y 3)
- Françoise Kihindou : Alida (temporada 2)
- Dieynaba Leurs : Anita (temporada 3)
- Marième Dioury : Amineta (temporada 3)

## Producción
La serie está rodada principalmente en interiores. Refleja así el hecho de que en la sociedad senegalesa los problemas de pareja no deben ser conocidos ni mencionados, siendo la mujer senegalesa la que soporta los problemas.
Kalista Sy, guionista de la serie, decidió empezar a escribirla después de haberse cansado de los papeles estereotipados de mujeres, escritos por hombres.
Para Kalista Sy, sólo el personaje de Marème plantea problema porque «es completo, poco convencional y representa esta parte de nosotros, audaz, que preferimos ocultar». Djalika Sagna es representante de la sociedad senegalesa, como víctima. «Traga mucho y piensa que todo lo que le pasa es normal y como hacen los senegaleses, es la primera en juzgar a los demás».
Una de las actrices protagonistas, Khalima Gadji sufre los comentarios dirigidos al personaje de Marème, que interpreta: «Escucho muchas cosas duras. Si fuera un hombre, no se harían los mismos comentarios. Toda mujer también es libre de su sexualidad.» 

## Recepción

### Difusión y audiencias
La serie reúne «varios millones de espectadores semanales». En YouTube, los episodios han sido vistos por 2,4 millions de personas ( 9 juin 2019 ), con un promedio de 1,5 millones de visitas por episodio. La serie se transmite por el canal privado 2sTV, todos los lunes y viernes, a las 21 horas. La difusión en YouTube permite llegar a toda la sociedad, que está conectada a través del teléfono.

### Un reflejo de la sociedad senegalesa
La serie retrata la sociedad senegalesa: las mujeres, activas, están en la ultra-seducción para seducir y retener a los personajes masculinos, que son a su vez «aburridos y estereotipados» pero realistas. Los temas tratados ( sexualidad, vida de pareja, violación, violencia contra las mujeres en la pareja, adulterio y poligamia) suelen romper tabúes; Las relaciones extramatrimoniales deben permanecer invisibles en la sociedad senegalesa.
Sentada en su salón, Marème Dial conversa con un amigo de su amante, Cheikh Diagne, que está casado. Cuando se le pregunta si se acostó con él, la joven de largas trenzas y toda vestida de rosa responde en tono seco, señalando su entrepierna: «Escúchame… ¡eso es mío y se lo doy a quien quiera! »
El personaje de Marème tiene una franqueza inusual para la sociedad, como también lo son sus perfectamente asumidas relaciones fuera del matrimonio. El país está dividido, por un lado, entre quienes están a favor de Lalla, típica mujer casada que reagrupa a quienes son partidarios de la mujer casada cuyos derechos defienden y la monogamia y quienes son pro-Marème, una mujer que busca marido y que defienden el principio de libertad de seducción y la poligamia

### Controversias
Varias asociaciones como el Comité para la Defensa de los Valores Morales de Senegal o la ONG islámica Jamra (y en general las autoridades religiosas) denuncian la serie que consideran presenta la «depravación de la moral», «comportamiento desviado» y «promoción de la obscenidad» delante de los niños en horario de máxima audiencia. Para Jamra, sería una serie «pornográfica». Denuncian el contenido de manera periódica ante elConsejo nacional de regulación del sector audiovisual (CNRA). El episodio emitido  el 31 de mayo de 2019 fue denunciado y se obligó a que se hicieran modificaciones.  También se plantean sanciones si no se respetan las señales de advertencia destinadas al público joven.
Las telenovelas sudamericanas o producciones occidentales son muy populares en Senegal e incluyen escenas de amor o violencia más explícitas. La amante de un hombre casado conmueve a la sociedad senegalesa porque pone de relieve la realidad del país (la serie destaca a las mujeres de Dakar, utiliza empresas locales y está en lengua wolof) y por el hecho de que trastoca los valores tradicionales de un país muy religioso y reacio a los cambios sociales. Para Fatou Kiné Sène, presidenta de la Asociación Senegalesa de Críticos de Cine (ASCC), se trata de temas de los que hay que hablar y no censurar.
Alioune Sarr, presentador de 2sTV y actor de la serie, considera que el guion le satisface «1000 % » porque la serie transmite los defectos de la sociedad senegalesa. Para Abdel Kader Diarra: “Podemos permitir que en las telenovelas se besen, pero no los senegaleses no.»  El Observatorio de la Música y las Artes de Senegal denuncia «todos los intentos de censurar la creación por parte de grupos de presión religiosos» 